# Tragedia de la motonave María Elizabeth (1965)
La MN María Elizabeth fue un buque de cabotaje perteneciente a la compañía chilena Naviera Martínez, Pereira y Cía., cuya triste fama fue el haber protagonizado un grave incidente en el puerto de Antofagasta, Chile en 1965 que dejó cuantiosos daños y pérdida de vidas.

## Historial operativo previo
La MN (motonave)María Elizabeth  fue diseñado como un barco diésel para cabotaje encargado en Alemania para la Compañía alemana Montan Reederei con registro en Hamburgo y vendido un año después a la Compañía chilena Naviera Martínez, Pereira y Cía. S. A.
La MN María Elizabeth era un barco costero de mediana envergadura, con una capacidad de 2000 m³ de carga con dos grúas en cubierta, las instalaciones principales estaban situadas en el castillo de popa y poseía un corto castillo de proa. Fue botado en 1953 y entregado a su comprador en julio de 1954.
En 1956, tuvo su primer incidente al varar en el Canal Sarmiento en la Patagonia chilena, siendo abandonado por sus tripulantes. Fue desvarado y puesto en servicio nuevamente siendo reparado en Valparaíso.

### Tragedia en Antofagasta
El 13 de enero de 1965, el María Elizabeth estaba en el molo de atraque del puerto de Antofagasta en operación de descarga de cilindros de gas propano desde tempranas horas de la mañana. Su capitán, Sergio Díaz Bernal supervisaba la descarga de 4 cilindros de 2,5 t y 60 cilindros de 60 kg.
A eso de las 9:30 horas uno de los cilindros de 2,5 t fue alzado para ser descargado y accidentalmente se desprendió del estrobo de la pluma para caer en el borde cementado al costado del barco. El golpe destruyó la válvula de seguridad del cilindro dejando escapar el gas y este envolvió al barco de carga y el entorno.
Una cocinilla que estaba encendida al interior del barco detonó la deflagración del gas provocando una letal explosión e inmediato incendio que envolvió el barco causando las primeras víctimas entre la tripulación y los estibadores. Mas cilindros que estaban sobre cubierta empiezan a deflagrarse lo que obligó a cuatro buques surtos levar anclas y escapar a la carrera para no verse envuelto en llamas.  El capitán Díaz valientemente lanzó por la borda los cilindros más pequeños, pero una explosión lo lanzó al agua siendo rescatado con graves quemaduras por una goleta que osadamente se acercó al barco en llamas, Díaz falleció poco después en el hospital de la ciudad.
Todas las compañías de bomberos se presentaron en el molo para combatir el incendio que amenazaba con extenderse hacia la ciudad, se declaró estado de emergencia y la Intendencia y capitanía de puerto tomaron la decisión de tomar a remolque el malogrado barco antes que el petróleo de las cisternas del buque se inflamara y fue remolcado fuera del puerto. Muchos tripulantes sobrevivientes que combatían las llamas saltaron por la borda y se ahogaron la mayoría de ellos ya que no sabían nadar.
El María Elizabeth se había trabado en su ancla y buzos tuvieron que cortar la cadena, luego fue arrastrado por un remolcador, el Coloso, hasta 400 m fuera del molo, el malogrado buque explotó, se partió en dos y se hundió en aguas someras. 
El resultado en perdidas de vidas fue de cinco tripulantes del María Elizabeth y tres estibadores, más una cifra de entre 27 y 30 heridos.
El derrame de petróleo provocado por el hundimiento causó un grave daño al medioambiente local.